# Vincetoxicum utriculosum
Vincetoxicum utriculosum là một loài thực vật có hoa trong họ La bố ma. Loài này được (Costantin) Liede miêu tả khoa học đầu tiên năm 1996.